# الکس اولمدو
 الکس اولمدو (انگلیسی: Alex Olmedo؛ زاده ۲۴ مارس ۱۹۳۶) یک تنیس‌باز اهل پرو است.